# 金春信高
金春 信高（こんぱる のぶたか、1920年（大正9年）4月12日 - 2010年（平成22年）8月7日）は、シテ方金春流能楽師。七十九世金春流宗家。
七十八世金春八条（光太郎）の長男として奈良に生まれる。1942年に関西大学専門部第二部国漢科卒業。1951年に宗家を継承。1956年東京に拠点を移す。東京における流派の活動基盤整備を進めるとともに、金春流では廃絶していた能演目を復曲して流勢挽回を図った。また謡本の刊行を担当し、他流に比べて遅れていた謡本の改訂を行った。女性能楽師の育成にも尽力。能楽協会理事長・日本能楽会会長を歴任。1990年4月、勲四等瑞宝章。2010年パーキンソン症候群のため死去。
長男が金春安明。弟に金春欣三。

## 栄典
- 1990年（平成2年）4月 勲四等瑞宝章

## 著作物

### 著書
- 『十人といろ : 金春信高対談集』 笠倉出版社 1984.2
- 『動かぬ故に能という』 講談社 1980.3
- 『花の翳』 岩波書店 2002.7

### 新作能
- 『佐渡』（1990年初演）

### CD
- 金春流 謡曲小謡集（キングレコード・1990年12月21日発売／KICH-17）
- 金春流 祝言小謡集（日本コロムビア・1995年10月21日発売／COCF-12918）

### DVD
- 『能楽 世阿弥・観阿弥 名作集 金春流「高砂」金春信高／金剛流「清経」廣田陛一』、NHKエンタープライズ